# 心響 -KODOU-
『心響 -KODOU-』（こどう）は、西城秀樹のセルフカバー・アルバム。2015年4月13日にBattle Cry Soundから発売された。

## 解説
西城秀樹の還暦記念として60歳の誕生日に発売され、歴代のヒット曲を新たにレコーディングしたセルフカバー・アルバムである。セルフカバー・アルバムは『PLANETS - 30th Anniversary 12 Songs -』（2001年発売）以来。
「めぐり逢い」（2006年発売）以来、3120日（8年と200日）ぶりの新曲「蜃気楼」（バンド「Battle Cry」が2010年に発表した楽曲のカバー）が最後に収録されている。
本作品は、通常盤、ブックレット付完全限定盤、DVD付完全限定盤の3形態で発売されており、DVD付完全限定盤には未発表曲として「Battle Cry」の楽曲『Brother!!』の西城によるライブ歌唱映像も収録された。
本作発売後、作品の発売が無いまま2018年5月16日に西城は死去したため、本作が西城の生前最後の作品となり、前記の「蜃気楼」は最後の新曲となった。

## 収録曲
1. 恋する季節 [2:43]
作詞: 麻生たかし、作曲: 筒美京平、編曲: 高田弘
2. ちぎれた愛 [3:09]
作詞: 安井かずみ、作曲・編曲: 馬飼野康二
3. 激しい恋 [3:21]
作詞: 安井かずみ、作曲・編曲: 馬飼野康二
4. Medley [6:08]
  - 薔薇の鎖

作詞: 斉藤優子<原案> たかたかし、作曲: 鈴木邦彦、編曲: 馬飼野康二
  - ジャガー

作詞: 阿久悠、作曲・編曲: 三木たかし
  - ブーメランストリート

作詞: 阿久悠、作曲: 三木たかし、編曲: 萩田光雄
5. 傷だらけのローラ [3:12]
作詞: さいとう大三、作曲・編曲: 馬飼野康二
6. 恋の暴走 [3:13]
作詞: 安井かずみ、作曲・編曲: 馬飼野康二
7. 至上の愛 [4:07]
作詞: 安井かずみ、作曲・編曲: 馬飼野康二
8. Medley [7:37]
  - この愛のときめき

作詞: 安井かずみ、作曲・編曲: あかのたちお
  - 君よ抱かれて熱くなれ

作詞: 阿久悠、作曲・編曲: 三木たかし
  - 若き獅子たち

作詞: 阿久悠、作曲・編曲: 三木たかし
9. ブーツをぬいで朝食を [3:54]
作詞: 阿久悠、作曲: 大野克夫、編曲: 萩田光雄
10. 炎 [4:31]
作詞: 阿久悠、作曲・編曲: 馬飼野康二
11. YOUNG MAN (Y.M.C.A.) [4:35]
作詞: V.Willis・H.Belolo、日本語詞: あまがいりゅうじ
作曲: J.Morali、編曲: 大谷和夫
12. Medley [7:20]
  - ブルースカイ ブルー

作詞: 阿久悠、作曲・編曲: 馬飼野康二
  - サンタマリアの祈り

作詞: なかにし礼、作曲: 川口真、編曲: 服部克久
13. ジプシー [3:47]
作詞: 森雪之丞、作曲: 鈴木キサブロー、編曲: 船山基紀
14. ギャランドゥ [3:15]
作詞・作曲: もんたよしのり、編曲: 大谷和夫
15. 蜃気楼 [5:34]
作詞・作曲・編曲: 岡崎公聡

## 参加ミュージシャン
- (ギター) 今剛、susumu-k
- (キーボード) 小島良喜
- (ベース) 松原秀樹、高水健司、今剛
- (ドラム) 山木秀夫、長谷川浩二
- (トランペット)エリック宮城、ルイス・バジェ、西村浩二
- (トロンボーン) 村田陽一、中川英二郎
- (アルト・サックス、フルート) 竹上良成
- (テナー・サックス) 山本拓夫
- (バリトン・サックス) 鈴木圭
- (トランペット)エリック・ミヤシロ
- (弦楽器演奏) ゲイシャ ストリングス クァルテット
- (コーラス)ロロポチ
- (フィンガースナップ) ko